# Алексеј Јелачић
Алексеј Јелачић (рус. Алексей Кириллович Елачич; Кијев, 10. јануар 1892 — Београд, 20. октобар 1941) био је српски историчар, публициста и новинар српско-руског порекла.

## Биографија
Алексеј Јелачић родио се у Кијеву 18. јануара 1892. године. О његовим родитељима нема прецизнијих података, а сам Јелачић на више места наводи да је јужнословенских корена. У посвети једне књиге наводи се да му је мајка умрла 11. јануара 1912. године. У Кијеву је завршио приватну основну школу и класичну гимназију 1909. Чињеница да је завршио приватну основну школу и његово име на списку земљопоседника Проскуровског среза, претпостављају да је из племства. Студије историје је завршио на Историјско-филолошком факултету Универзитета у Санкт Петербургу 1914. године. Исте године примљен је за асистента на катедру за руску историју истог факултета. Године 1917, прелази на Универзитет светог Владимира у Кијеву и на њему магистрира 1918. године радњом „Самодержавие и народ в России XVIII века“ (Самодржавље и народ у Русији 18. века). Године 1919. прелази на лицеј у Каменц-Подолском и предаје у истом све до 1920. године.
Године 1920. емигрира у Краљевину Југославију и живи у њој све до смрти. Био је ангажован као гимназијски професор у Скопљу (1920—1924), Пљевљима и Приштини (1924—1925). У Љубљани је 1925. године докторирао радњом „Сељачки покрет у Хрватској и Славонији године 1848-1849", што је први темељитији рад на наведену тему уопште. Од 1925. године живи и ради у Скопљу као хонорарни професор руске и западнословенске историје на Филозофском факултету, а истовремено предаје и у скопској гимназији. Био је дугогодишњи Политикин дописник из Скопља. Из Скопља је краће време избивао 1932. када наставникује у Крушевцу. По избијању рата 1941. премештен је на рад у лесковачку гимназију. У Београду је умро 20. октобра 1941. године и покопан је на руском гробљу.

## Научна и публицистичка делатност
Од 1909. до досељења у Југославију Јелачић је објавио неколико историјских радова, серију књижевних приказа и прегледа у разним кијевским часописима и новинама, те серију многобројних изворних чланака из руске и опште историје у енциклопедији „Нови Энциклопедический Словарь Ефрона“, почев од св. V., Санкт Петербург 1911-.
По доласку у Југославију брзо овладава српским језиком и постаје плодан писац. У многим дневним новинама пише о револуционарним збивањима у Русији, а у загребачкој „Новој Европи“ годинама је објављивао чланке из руске историје. О његовом значају у тадашњем друштву сведочи енциклопедијски чланак о њему у познатој „Народној енциклопедији српско-хрватско-словеначкој".
У својим радовима пише противбољшевички. Мирослав Крлежа у часопису „Књижевна република“ оштро је нападао Јелачића као „активног контрареволуционара“ и „генералску прирепину". Због таквих својих стајалишта Јелачић је за време комунистичке Југославије најчешће био прећуткиван.
Написао је први целовити приказ руске историје на српском језику, те краће приказе пољске и чешке историје. Целовита библиографија његових радова до данас није израђена. Списак његових радова до 1925. године саставио је сам писац у књизи „Сељачки покрет у Хрватској и Славонији године 1848-1849" (Загреб 1925), а Јосип Пејин је објавио у „Историјском гласнику 1-2" (Друштво историчара СР Србије, Београд 1918) непотпуну библиографију Јелачићевих радова од 1922. године.
Од 2007. године најзначајнија Јелачићева дела објављују се на интернету, а објављено је и неколико штампаних издања „Историје Русије“ и „Историје Пољске“.

## Избор из библиографије
- Руска револуција и њено порекло, Загреб 1920.
- Историја Русије, Београд 1929.
- Срби и законодавни одбор царице Катарине II, Скопље 1930.
- Чехословачка историја[мртва веза], Београд 1931. DjVu формат, 1,98 MB.
- Историја Пољске, Београд 1933.
- Загонетна епизода руске историје у песничкој интерпретацији Ива Војновића, Дубровник 1931.
- Водич кроз Скопље и околину са 70 слика и једним планом Скопља, Скопље 1937.
- Русија и Балкан. Преглед политичких и културних веза Русије и балканских земаља, Београд 1940.
- Самодержавије и народ у Русији XVIII века.
- Сељачки покрет у Хрватској и Словенији.